# Gran Premi de l'Argentina de 1980
Resum dels resultats del Gran Premi de l'Argentina de Fórmula 1 de la temporada 1980, disputat al circuit Oscar Alfredo Galvez de Buenos Aires, el 13 de gener del 1980.

## Resultats
| Pos | No | Pilot                 | Equip             | Voltes | Temps/ Retirada   | Pos. de sortida | Punts |
| --- | -- | --------------------- | ----------------- | ------ | ----------------- | --------------- | ----- |
| 1   | 27 | Alan Jones            | Williams - Ford   | 53     | 1h 43' 24. 30     | 1               | 9     |
| 2   | 5  | Nelson Piquet         | Brabham - Ford    | 53     | + 24.59 s         | 4               | 6     |
| 3   | 21 | Keke Rosberg          | Fittipaldi - Ford | 53     | + 1' 18.64 min.   | 13              | 4     |
| 4   | 4  | Derek Daly            | Tyrrell - Ford    | 53     | + 1' 23.48 min.   | 22              | 3     |
| 5   | 23 | Bruno Giacomelli      | Alfa Romeo        | 52     | + 1 Volta         | 20              | 2     |
| 6   | 8  | Alain Prost           | McLaren - Ford    | 52     | + 1 Volta         | 12              | 1     |
| 7   | 6  | Ricardo Zunino        | Brabham - Ford    | 51     | + 2 Voltes        | 16              |       |
| Ret | 22 | Patrick Depailler     | Alfa Romeo        | 46     | Motor             | 23              |       |
| Ret | 1  | Jody Scheckter        | Ferrari           | 45     | Motor             | 11              |       |
| NC  | 14 | Clay Regazzoni        | Ensign - Ford     | 44     | No classificat    | 15              |       |
| NC  | 20 | Emerson Fittipaldi    | Fittipaldi - Ford | 37     | No classificat    | 24              |       |
| Ret | 2  | Gilles Villeneuve     | Ferrari           | 36     | Accident          | 8               |       |
| Ret | 26 | Jacques Laffite       | Ligier - Ford     | 30     | Motor             | 2               |       |
| Ret | 29 | Riccardo Patrese      | Arrows - Ford     | 27     | Motor             | 7               |       |
| Ret | 9  | Marc Surer            | ATS - Ford        | 27     | Incendi           | 21              |       |
| Ret | 11 | Mario Andretti        | Lotus - Ford      | 20     | Alim. combustible | 6               |       |
| Ret | 30 | Jochen Mass           | Arrows - Ford     | 20     | Caixa canvi       | 14              |       |
| Ret | 28 | Carlos Reutemann      | Williams - Ford   | 12     | Motor             | 10              |       |
| Ret | 12 | Elio de Angelis       | Lotus - Ford      | 7      | Suspensions       | 5               |       |
| Ret | 7  | John Watson           | McLaren - Ford    | 5      | Caixa canvi       | 17              |       |
| Ret | 15 | Jean Pierre Jabouille | Renault           | 3      | Caixa canvi       | 9               |       |
| Ret | 16 | René Arnoux           | Renault           | 2      | Suspensions       | 19              |       |
| Ret | 25 | Didier Pironi         | Ligier - Ford     | 1      | Motor             | 3               |       |
| Ret | 3  | Jean Pierre Jarier    | Tyrrell - Ford    | 1      | Col·lisió         | 18              |       |
| NVC | 18 | Dave Kennedy          | Shadow - Ford     |        |                   |                 |       |
| NVC | 17 | Stefan Johansson      | Shadow - Ford     |        |                   |                 |       |
| NVC | 10 | Jan Lammers           | ATS - Ford        |        |                   |                 |       |
| NVC | 31 | Eddie Cheever         | Osella - Ford     |        |                   |                 |       |

## Altres
- Pole: Alan Jones 1' 44. 17

- Volta ràpida: Alan Jones 1' 50. 450 (a la volta 5)